# “First Grade”
“First Grade” es el segundo álbum de estudio del cantautor estadounidense Thomas Jefferson Kaye. Fue publicado en marzo de 1974 a través de ABC/Dunhill Records.

## Recepción de la crítica
Un escritor no especificado de Record World declaró: “Predomina un sonido folk orientado al pop, que abarca letras tiernas y emotivas y una producción ejecutada con sensibilidad por Gary Katz”. Un escritor no especificado de la revista Cash Box describió el álbum como “una hermosa colección de melodías fluidas respaldadas por una exuberante orquestación”. Un escritor no especificado de Billboard indicó: “El vocalista puede ser brusco, áspero y áspero, pero es mejor presentado suavemente en «American Lovers»”.

## Rendimiento comercial
Billboard informó en la semana que finalizó el 23 de marzo de 1974 que “First Grade” fue una selección en radio FM con emisión en KTMS-FM, una de las principales estaciones del país. La semana siguiente, el álbum fue una selección de acción en radio FM en otra estación líder, WCMF-FM.

## Lista de canciones
Todas las canciones escritas y compuestas por Thomas Jefferson Kaye, excepto donde esta anotado. 
| Lado uno |                                                 |          |  |
| N.º      | Título                                          | Duración |  |
| 1.       | «Northern California»                           | 1:12     |  |
| 2.       | «Easy Kind of Feeling»                          | 3:38     |  |
| 3.       | «Sho-Bout» (Mac Rebennack)                      | 4:13     |  |
| 4.       | «Say That You Love Me» (London Wainwright III)  | 2:26     |  |
| 5.       | «American Lovers» (Walter Becker, Donald Fagen) | 5:00     |  |

| Lado dos |                               |          |  |
| N.º      | Título                        | Duración |  |
| 1.       | «Jones» (Becker, Fagen)       | 3:17     |  |
| 2.       | «Shine the Light» (Link Wray) | 3:36     |  |
| 3.       | «All Cried Out»               | 4:23     |  |
| 4.       | «L.A.»                        | 2:44     |  |
| 5.       | «One Man Band»                | 3:14     |  |

## Créditos y personal
Créditos adaptados desde las notas de álbum de “First Grade”.
Músicos
- Michael Omartian – teclados
- Joe Osborn – bajo eléctrico
- Jim Gordon – batería
- Victor Feldman – percusión
- Rick Derringer – guitarra eléctrica, guitarra acústica, slide guitar
- Dean Parks – guitarra eléctrica, guitarra acústica

Músicos adicionales
- Donald Fagen – piano en «Northern California»
- Tim Schmit – coros en «Northern California», «Easy Kind of Feeling», «Say That You Love Me», «Jones», «Shine the Light», «All Cried Out» y «One Man Band»
- Jim Mason – coros en «Northern California» y «One Man Band»
- Richie Furay – coros en «Easy Kind of Feeling», «Say That You Love Me», «Jones», «Shine the Light» y «All Cried Out»
- Dusty Springfield – coros en «Sho-Bout», «American Lovers» y «L.A.»
- Clydie King – coros en «Sho-Bout», «American Lovers» y «L.A.»
- Shirley Matthews – coros en «Sho-Bout», «American Lovers» y «L.A.»
- Walter Becker – bajo eléctrico en «American Lovers» y «Jones»
- Richard Greene – violín eléctrico en «Shine the Light»
- Jeff “Skunk” Baxter – steel guitar en «All Cried Out»

Personal técnico
- Gary Katz – productor
- Roger Nichols – ingeniero de audio
- Joe Tuzen – ingeniero asistente
- Ed Caraeff – director artístico, fotografía
- David Larkham – director artístico, diseño